# 144P/Kushida
144P/Kushida, komet Jupiterove obitelji. 